# Stockholms län
Koordinaten: 59° 23′ N, 18° 29′ O

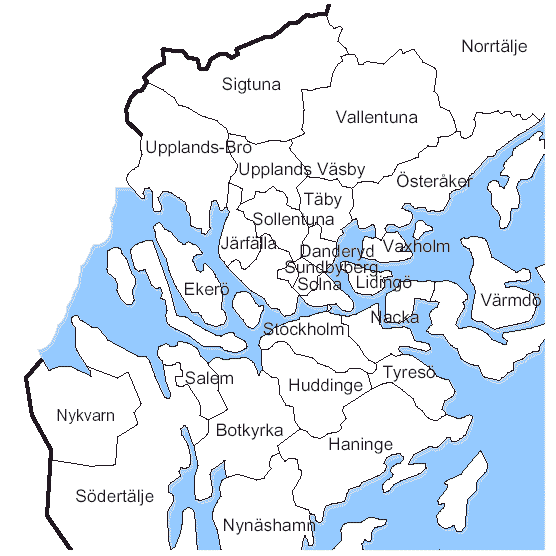
Gemeinden in Stockholms län

Stockholms län ist eine Provinz (schwedisch län) in Schweden. Sie grenzt an die Provinzen Uppsala län und Södermanlands län und wird vom See Mälaren und der Ostsee begrenzt.
Sie umfasst die Hauptstadt Stockholm und den sie umgebenden Ballungsraum. Heutzutage ist die Provinz gleichbedeutend mit der Großstadtregion Groß-Stockholm (schwedisch Storstockholm).

## Geographie
Das Territorium von Stockholms län macht 1,6 Prozent der Fläche des schwedischen Staatsgebietes aus.

## Bevölkerung
Der Anteil an der Gesamtbevölkerung Schwedens beträgt 21 Prozent.

## Verkehr
Der öffentliche Nahverkehr in Stockholm Län wird von der regionalen Gesellschaft AB Storstockholms Lokaltrafik organisiert.

## Gemeinden und Orte

### Gemeinden
Stockholms län besteht aus 26 Gemeinden.
| Gemeinde       | Einwohner | Fläche in km² |
| -------------- | --------- | ------------- |
| Botkyrka       | 095.905   | 0204,2        |
| Danderyd       | 032.425   | 0026,6        |
| Ekerö          | 028.910   | 0218,3        |
| Haninge        | 0100.895  | 0464,1        |
| Huddinge       | 114.304   | 0139,1        |
| Järfälla       | 088.950   | 0054,9        |
| Lidingö        | 048.377   | 0031,1        |
| Nacka          | 112.112   | 0099,6        |
| Norrtälje      | 066.585   | 2113,8        |
| Nykvarn        | 012.342   | 0169,0        |
| Nynäshamn      | 030.579   | 0365,5        |
| Österåker      | 049.787   | 0323,1        |
| Salem          | 017.507   | 0061,4        |
| Sigtuna        | 052.767   | 0331,6        |
| Södertälje     | 0102.911  | 0557,8        |
| Sollentuna     | 077.624   | 0055,9        |
| Solna          | 085.789   | 0020,5        |
| Stockholm      | 995.574   | 0192,1        |
| Sundbyberg     | 056.274   | 0008,7        |
| Täby           | 077.744   | 0066,0        |
| Tyresö         | 049.179   | 0072,6        |
| Upplands Väsby | 050.323   | 0079,9        |
| Upplands-Bro   | 032.868   | 0240,3        |
| Vallentuna     | 035.119   | 0369,0        |
| Värmdö         | 046.635   | 0455,7        |
| Vaxholm        | 011.822   | 0058,6        |

(Stand: 31. Dezember 2024)

### Größte Orte
- Stockholm (949.761) (2018)
- Södertälje (70.777) (2016)
- Täby (57.834)
- Upplands Väsby (35.919)
- Tumba (34.101)
- Lidingö (30.107)
- Åkersberga (24.858)
- Vallentuna (24.755)
- Märsta (22.121)
- Boo (20.403)

## Wappen
Das Wappen des Läns ist eine Kombination aus den Wappen von Stockholm, Uppland und Södermanland. Es wurde 1968 offiziell eingeführt, als die Stadt Stockholm in Stockholms län mit eingegliedert wurde.

## Wirtschaft
Im Vergleich mit dem BIP pro Kopf der EU ausgedrückt in Kaufkraftparität erreicht die Region einen Index von 174 (EU-28=100) (2015). Insgesamt wurde ein Bruttoinlandsprodukt von 142,3 Mrd. Euro erwirtschaftet, was fast 40 % der Wirtschaftsleistung des gesamten Landes war.